# 孕石氏
孕石氏（はらみいしし）は、藤原南家工藤氏流の原氏より出る。本姓は藤原氏。

## 始祖
原光頼の子忠高が、1439年（永享11年）、永享の乱で足利持氏の追討に加わり、戦功を立てたので、遠江国原田荘を与えられ孕石村（現在の静岡県掛川市）に住して孕石氏を称す。嘉吉年間（1441年 - 1443年）、遠江国に孕石館を築く。

## 子孫
戦国時代には孕石元泰が駿河国の今川氏の家臣となり、後に甲斐国の武田氏の家臣となった。孕石元成は豊臣秀吉の家臣である山内一豊に仕えた。